# Pico de São Tomé

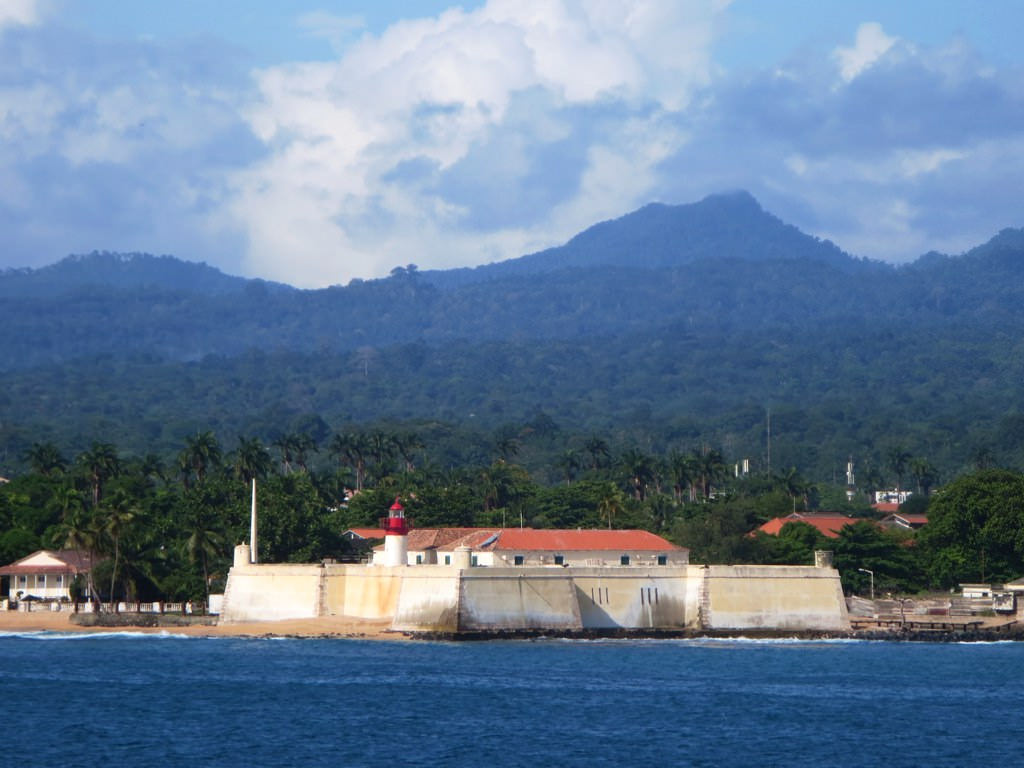
Pico de São Tomé nad pevností Forte de Sao Sebastiao (1575)

Pico de São Tomé (2024 m n. m.) je nejvyšší vrchol vyhaslé štítové sopky nacházející se na ostrově Svatý Tomáš v Guinejském zálivu nedaleko západoafrického pobřeží. Leží na území Svatého Tomáše a Princova ostrova v distriktu Lembá v národním parku Obo. Od základny na dně Atlantského oceánu měří sopka přes 5000 m. Je tvořena čedičovými, znělcovými a trachytovými lávami. Nejmladší parazitické krátery se nacházejí na jihovýchodní straně ostrova.